# Elsinoë
Elsinoë es un género de hongos en la familia Elsinoaceae. Muchas de las especies en este género son patógenos de las plantas.